# ダムネーション
DAMNATION（ダムネーション）は、DDTプロレスリングで結成されたユニットである。
　

## 歴史
2016年
- 1月16日 佐々木大輔がDDTプロレスリング横浜大会メインイベント終了後にて3月の両国国技館大会でのKO-Dタッグ王座挑戦を直訴。ゼネラルマネージャーの鶴見亜門が当時のユニットゴールデン☆ストームライダーズでペットとなっていた宮武俊（長期欠場中）の代わりとなる新ペット（パートナー）を、1月31日の後楽園ホール大会に連れてくる事を依頼する。[1]。
- 1月31日 佐々木、DDT後楽園ホール大会にて首輪を付けた大きな身体な犬の着ぐるみ姿で登場したエイドリアンこと石川修司とタッグを組む事を発表[2]。
- 3月21日 佐々木・石川組、DDT両国国技館大会にてKO-Dタッグ王座に挑戦し竹下幸之介・遠藤哲哉組に勝利[3]。
- 3月26日 佐々木・石川組、DDT新宿FACE大会にてジョーイ・ライアン＆キャンディス・レラエ組とKO-Dタッグ王座の防衛戦を行い勝利[4]。
- 4月24日 佐々木・石川組、DDT後楽園ホール大会にて竹下・遠藤組とKO-Dタッグ王座の防衛戦（リマッチ）を行い勝利。その後、佐々木はメインのKO-D無差別級王座戦を終えたばかりのHARASHIMAに対して“いつでもどこでも挑戦権”を行使し同王座を初戴冠。シングル・タッグのKO-D二冠王となる[5]。
- 4月29日 DDT横浜大会にて、さらに新たなペット（パートナー）としてエイドリアンの兄ことマッド・ポーリーが登場[6]。
- 5月8日 佐々木、DDT札幌大会にて坂口征夫とKO-D無差別級王座の防衛戦を行い勝利[7]。
- 5月15日 佐々木・石川組、DDT名古屋大会にてヤス・ウラノ＆彰人組とKO-Dタッグ王座の防衛戦を行い勝利[8]。
- 5月29日 佐々木、DDT後楽園ホール大会にて竹下幸之介とKO-D無差別級王座の防衛戦を行い敗退[9]。
- 6月26日 石川、DDT後楽園ホール大会にて遠藤とKING OF DDTトーナメント2016決勝戦を行い勝利。同トーナメント初優勝と8月28日の両国国技館大会メインイベントにて、その時点の王者へのKO-D無差別級王座挑戦が決定した[10]。
- 7月3日 佐々木、DDT博多大会オープニングにてユニット名を「DAMNATION（ダムネーション）」とすると発表。遠藤、サバイバル4WAYマッチで樋口和貞から“いつでもどこでも挑戦権”を奪還し、メインイベントでKO-D無差別級王座を防衛した竹下に対し“いつでもどこでも挑戦権”行使を宣言する。佐々木・石川組、KAI＆大家健組とKO-Dタッグ王座の防衛戦を行い敗退[11]。
- 7月17日 遠藤、DDT後楽園ホール大会にてKO-D無差別級王座に挑戦し竹下幸之介に敗退。試合後のリングに佐々木、石川、ポーリーの3人が登場し、佐々木が遠藤へ「DAMNATION」ロゴ入りTシャツを差し出しユニット入りを勧誘。同じユニットしかもタッグを組んでいた後輩・竹下への劣等感は抑えられず、竹下を突き飛ばしハッピーモーテルを離脱。DAMNATIONへ電撃加入した[12]。
- 8月6日 佐々木＆ポーリー＆遠藤組、DDT春日部大会にて酒呑童子と空位となっているKO-D6人タッグ王座のトーナメント決勝戦を行い勝利。
- 8月28日 石川、DDT両国国技館大会にてKO-D無差別級王座に挑戦し竹下幸之介に勝利。
- 9月25日 佐々木＆遠藤組、DDT後楽園ホール大会にてKO-Dタッグ王座に挑戦しHARASHIMA＆宮本裕向組に敗退。石川、樋口和貞とKO-D無差別級王座の防衛戦を行い勝利。
- 9月29日 DAMNATION、DDTドラマティック総選挙2016のユニット部門で1,697票を獲得し1位となる。（個人部門では佐々木が第3位、遠藤が第5位、ポーリーが第25位にランクインした。）
- 10月9日 佐々木＆遠藤組、DDT札幌大会（初日）にてKO-Dタッグ王座のリマッチを行い、HARASHIMA＆宮本裕向組に勝利。
- 10月10日 佐々木＆ポーリー＆遠藤組、DDT札幌大会（2日目）にてKO-D6人タッグ王座の防衛戦を行い、アントーニオ本多＆竹下幸之介＆マイク・ベイリー組に勝利。
- 10月23日 石川、DDT後楽園ホール大会にてKO-D無差別級王座の防衛戦を行い、男色ディーノに勝利。
- 11月3日 佐々木＆遠藤組、DDT佐久大会にてKO-Dタッグ王座の防衛戦を行い、KUDO＆坂口征夫組に勝利。
- 12月4日 佐々木＆遠藤組、DDT大阪オクトパス2016にてKO-Dタッグ王座の防衛戦を行い、竹下幸之介＆マイク・ベイリー組に敗退。石川、KO-D無差別級王座の防衛戦を行い、HARASHIMAに敗退。
- 12月10日 佐々木＆ポーリー＆遠藤組、DDT福岡大会にてKO-D6人タッグ王座の防衛戦を行い、酒呑童子組（KUDO＆高梨将弘＆坂口征夫）に敗退。KO-Dタイトル無冠になったことにより、佐々木はユニット解散を口にしているが定かではない。
- 12月25日 佐々木＆石川＆遠藤組、DDT後楽園大会にてKO-D6人タッグ王座に挑戦（リマッチ）し、酒呑童子組（KUDO＆高梨将弘＆坂口征夫）に敗退。エンディング後に4人で登場し、佐々木はユニット解散を否定した。

2017年
- 1月29日 佐々木、DDT後楽園ホール大会にてKO-D無差別級王座へ挑戦し、HARASHIMAに敗退。
- 3月20日 DDT旗揚げ20周年記念大会（さいたまスーパーアリーナ）にて、ポーリーがアイアンマンヘビーメタル級王座＆キング・オブ・ダーク王座両選手権時間差入場バトルロイヤルに挑戦し敗退。石川＆遠藤組がKO-Dタッグ王座に挑戦し、船木誠勝＆坂口征夫組に敗退。佐々木がDDT EXTREME級王座に挑戦し、葛西純に勝利。
- 4月14日 佐々木、主催興行「DAMNATION不法集会」にてDDT EXTREME級王座の防衛戦を行い、師匠のディック東郷に30分ドローで引き分け（初防衛）。
- 4月29日 遠藤、DDT後楽園大会にてKO-D無差別級王座に挑戦し、竹下幸之介に60分ドローで引き分けしベルト奪還できず。
- 5月21日 佐々木、DDT札幌大会にてDDT EXTREME級王座の防衛戦を行い、アントーニオ本多に勝利（二度目の防衛）。
- 6月25日 遠藤、DDT後楽園ホール大会にてHARASHIMAとKING OF DDTトーナメント2017決勝戦を行い勝利。同トーナメント初優勝と8月20日の両国国技館大会メインイベントにて、竹下幸之介とのKO-D無差別級王座挑戦が決定。
- 7月9日 佐々木、DDT博多大会にて、DDT EXTREME級とアイアンマンヘビーメタル級のW王座戦を行い、ジョーイ・ライアンへイスの上へ雪崩式ブレーンバスターをかけたが両者起き上がれず10カウントで両者KO（三度目の防衛）。
- 7月23日 佐々木、DDT後楽園ホール大会にてDDT EXTREME級の防衛戦（リマッチ）を行い、ジョーイ・ライアンに勝利（四度目の防衛）。石川＆ポーリー組、KO-Dタッグ王座に挑戦し、入江茂弘＆樋口和貞組に敗退。
- 8月20日 佐々木、両国ピーターパン2017にてDDT EXTREME王座の防衛戦を行い、彰人に勝利（五度目の防衛）。遠藤、KO-D無差別級王座へ挑戦し、竹下幸之介に敗退。
- 9月24日 佐々木、DDT後楽園ホール大会にて自身のDDT EXTREME王座、竹下幸之介のKO-D無差別級王座、大家健のインディーJr.王座を掛けたトリプルタイトル戦を行い、大家のギブアップにより勝利（六度目の防衛ならびにインディーJr.王座を初戴冠）。大家の全財産が入った銀行通帳（71万4,146円）も獲得した。
- 9月27日 DAMNATION、DDTドラマティック総選挙2017のユニット部門で1,149票を獲得し1位となる。（個人部門では遠藤が3位、佐々木が第4位にランクインした。）
- 10月4日 遠藤、DDT成城大会の第2試合にて島谷常寛をユニットに勧誘し加入させたが、アントーニオ本多の「ごんぎつね」とキツネの手のサミングにより正気にもどり即脱退。佐々木、インディーJr.王座戦を行い勝村周一朗からギブアップ勝利（初防衛）。この勝利により、大家健の全財産が入った銀行通帳の印鑑を受け取る。
- 10月11日 佐々木、ガンプロ市ヶ谷大会でのガンバレ☆ランブルの最終入場者として登場。ランブル戦を制し、お客さんから募ったカンパを獲得した。大家がキャッシュカードで全財産を銀行から引き出していた事を知り、全財産（現金）を掛けた対戦を要求した。
- 10月14日 佐々木、DDT横浜大会にて大家の全財産（現金）を掛けたタッグマッチを行い、再び大家へのクリップラー・クロスフェイスで勝利。現金で69万619円を獲得した。
- 10月15日 佐々木、KAIENTAI DOJO後楽園ホール大会にてインディーJr.王座戦を行い、旭志織からギブアップ勝利。（二度目の防衛）
- 10月22日 佐々木、DDT後楽園ホール大会にてDDT EXTREME級王座戦（TLCルール）を行い、ギガラダーからのダイビング・エルボードロップで勝利。（七度目の防衛）
- 11月2日 佐々木＆石川＆ポーリー組、DDT新木場大会にてALL OUT組（竹下幸之介＆彰人＆ディエゴ）とKO-D6人タッグ王座決定戦を行うも敗戦。
- 11月11日 佐々木、DDT所沢大会にてインディーJr.王座戦を行い、ディエゴからギブアップ勝利。（三度目の防衛）
- 11月23日 佐々木、DDT後楽園大会にてDDT EXTREME級王座戦（ノーDQルール）を行い、高尾蒼馬からギブアップ勝利。（八度目の防衛）
- 11月26日 佐々木、ガンプロ成城大会にてインディーJr.王座戦を行い、冨永真一郎からギブアップ勝利。（四度目の防衛）
- 11月17日 佐々木、KAIENTAI DOJO新木場大会にてインディーJr.王座戦を行い、TAKAみちのくからギブアップ勝利。（五度目の防衛）
- 12月20日 佐々木、ガンプロ新木場大会にて、大家健とインディーJr.王座戦が決定。またDAMNATION全員とガンプロの団体抗争戦を開催。
- 12月24日 佐々木＆遠藤組、DDT後楽園大会でのKO-Dタッグ王座戦に挑戦し、ハラシマルフジ組（HARASHIMA＆丸藤正道）に敗退。
- 12月30日 後楽園ホールにてユニット主催興行「DAMNATION不法集会vol.2」が決定。石川修司＆諏訪魔 vs. バラモン兄弟が決定。
- 12月30日 ユニット主催興行「DAMNATION不法集会vol.2」後楽園ホール大会にてDDT EXTREME級王座戦（「2 out of 3 falls Hardcore Match」というハードコアマッチの3本勝負）を宮本裕向と行い、9度目の防衛に失敗し、宮本が第40代王者となる。

2018年
- 1月5日 DDT新宿FACE大会にてD王 GRAND PRIXが開幕。ダムネーションからは、Aブロックには遠藤哲哉がエントリー。Bブロックには佐々木大輔と石川修司がエントリーされた。
- 1月14日 DDT新木場1stRING大会にてD王 GRAND PRIX Bブロックから石川修司が優勝決定戦に進出。
- 1月28日 DDT後楽園ホール大会にてD王 GRAND PRIX 優勝決定戦が行なわれ、AブロックからはHARASHIMA、Bブロックからは石川修司が対戦し、石川が熱戦を制してD王GPの初代覇者となった。
- 3月25日 石川、DDT両国国技館大会にてKO-D無差別級王座へ挑戦し、竹下幸之介に敗退。
- 4月17日 佐々木、DDT LIVE！マジ卍 #2（新木場1stRING）にて、DAMNATIONへ新しいペット加入と他ユニットに裏切り者がいると宣言。
- 5月1日 佐々木、DDT LIVE！マジ卍 #3（新木場1stRING）にて、新ペット紹介ができないと号泣。遠藤が自身のペットであるアトラスオオカブトの雄と雌を連れてきたが、虫嫌いの佐々木により即却下された。
- 5月4日 佐々木、DDT LIVE！マジ卍 #3での右足の怪我（？）により欠場。
- 5月8日 佐々木、DDT LIVE！マジ卍 #4（新木場1stRING）にて、DAMNATIONのセコンドとして杖を付きながら登場。セミファイナル終了後、HARASHIMAへ攻撃。高尾蒼馬がイスを持って助けに入ると思われたが、HARASHIMAへイス攻撃とジントニックを仕掛けスマイルスカッシュを離脱。DAMNATIONへ電撃加入した。
- 5月22日 高尾、DDT LIVE！マジ卍 #5（新木場1stRING）でのセミファイナルにて、HARASHIMAから勝利。HARASHIMAからDDT EXTREME級王座の挑戦者として逆指名を受ける。挑戦を受ける条件はDAMNATION側がルールを考える事となった。（後に、佐々木も参戦しての3wayマッチとなった）
- 5月29日 遠藤、DDT LIVE！マジ卍 #6（新木場1stRING）での時間差入場バトルロイヤルにて、2018年度のいつでもどこでも挑戦権（黄色）を獲得。「（メルカリで）転売、転売！」と発言したが、今林APより却下された。
- 6月24日 佐々木と高尾、DDT後楽園大会でのDDT EXTREME級王座戦に3wayマッチで挑戦し、HARASHIMAに敗退。
- 6月26日 遠藤＆ポーリー組、DDT LIVE！マジ卍 #9（新木場1stRING）でのKO-Dタッグ王座戦に挑戦し、関口組（関本大介＆樋口和貞）に勝利。
- 7月22日 遠藤＆ポーリー組、DDT後楽園大会でKO-Dタッグ王座戦を行い、MOONLIGHT EXPRESS（MAO＆マイク・ベイリー）に敗退。
- 8月14日 元DNAメンバーのドラフト会議にて島谷常寛がDAMNATIONを志願。佐々木との交渉の結果、仮マネージャーに就任
- 8月25日 佐々木、DDT後楽園ホール大会にて遠藤とKING OF DDTトーナメント2018決勝戦を行い勝利。同トーナメント初優勝と10月21日の両国国技館大会メインイベントでのKO-D無差別級王座挑戦が決定。
- 10月21日 佐々木、DDT両国国技館大会でKO-D無差別級王座戦に挑戦し、男色ディーノに勝利。
- 12月23日 プーマ・キングが加入

2019年
- 3月21日 佐々木＆高尾組、DDT後楽園ホール大会でKO-Dタッグ王座戦に挑戦し、MOONLIGHT EXPRESS（MAO＆マイク・ベイリー）に勝利。また、DAMNATION広報部長の座をかけて大和ヒロシが自作の官能小説を販売
- 4月4日 佐々木、DDTニューヨーク大会でKO-D無差別級王座戦に挑戦し、竹下に勝利。その直後に遠藤がいつでもどこでも挑戦権を行使し、佐々木に勝利。

2020年
- 1月3日 DDT後楽園大会にて、遠藤のXとしてT-Hawkが登場。竹下＆彰人組と対戦し勝利。試合後のマイクで遠藤がダムネーションと#STRONGHEARTS の業務提携を宣言した[13]。
- 3月20日 後楽園大会で佐々木がクリス・ブルックスからDDT UNIVERSAL王座を奪取[14]。
- 3月22日 金沢大会で遠藤＆T-Hawk＆エル・リンダマンが竹下＆勝俣瞬馬＆飯野雄貴からKO-D6人タッグ王座を奪取。試合後のマイクで遠藤が業務提携ユニットの愛称を#DAMNHEARTS（ダムハーツ）とすると宣言した[15]。
- 6月7日（配信日） 遠藤が田中将斗からKO-D無差別級王座を奪取[16]。
- 12月23日、火野裕士が加入。

2021年
- 1月10日、この日をもってダムネーションと#STRONGHEARTSとの業務提携が発展的解消。
- 9月4日、名古屋大会にて行われた「DRAMATIC SURVIVOR～負け残り8人タッグトーナメント」で最下位となり解散が決定。同時に、保持していたKO-D6人タッグ王座も返上となった。
- 10月13日、佐々木が練馬で見つけたという新たなるペットMJポーと｢DAMNATION T.A｣（T.Aは『Total addiction』）として復活。

## メンバー
- 遠藤哲哉（2代目リーダー）
- マッド・ポーリー
- 石川修司（全日本プロレス）
- 高尾蒼馬
- プーマ・キング（フリー／メキシコ）
- 島谷常寛（フリー）
- 大和ヒロシ（フリー）
- 佐々木大輔（初代リーダー。2020年9月27日追放、2020年11月3日復帰）
- 火野裕士（当時フリー。現DDT）

## サポートメンバー
- 佐藤耕平（プロレスリングZERO1）
- 諏訪魔（全日本プロレス）
- 浜亮太（大日本プロレス）[17]

#STRONGHEARTS
- CIMA（GLEAT）
- T-Hawk（GLEAT）
- エル・リンダマン（GLEAT）

## ユニットに関わる獲得タイトル
KO-D無差別級王座
第57、68、70代王者：佐々木大輔
第59代王者：石川修司
第71、75代王者：遠藤哲哉
KO-Dタッグ王座
第54代王者：佐々木大輔＆石川修司
第57代王者：佐々木大輔＆遠藤哲哉
第64代王者：遠藤哲哉＆マッド・ポーリー
第66代王者：佐々木大輔＆高尾蒼馬
KO-D6人タッグ王座
第26代王者：佐々木大輔＆マッド・ポーリー＆遠藤哲哉
第35代王者：高尾蒼馬＆遠藤哲哉＆マッド・ポーリー
第40代王者：遠藤哲哉＆T-Hawk＆エル・リンダマン
第43代王者：遠藤哲哉＆高尾蒼馬＆火野裕士
DDT EXTREME級王座
第39代王者：佐々木大輔
DDT UNIVERSAL王座
第2、5代王者：佐々木大輔
KING OF DDTトーナメント
2016年優勝：石川修司
2017、2020年優勝：遠藤哲哉
2018年優勝：佐々木大輔
一騎当千strong climb
2016年優勝：石川修司
BJW認定タッグ王座
第42代王者：石川修司＆佐藤耕平
チャンピオン・カーニバル
2017年優勝：石川修司
三冠ヘビー級王座
第56代王者：石川修司
世界最強タッグ決定リーグ戦
2017年、2019年優勝：石川修司＆諏訪魔
D王 GRAND PRIX
2018年優勝：石川修司
世界タッグ王座
第79、83、85、87代王者：石川修司＆諏訪魔
GAORA TV チャンピオンシップ
第19代王者：石川修司
日本インディー大賞
2016年MVP：石川修司
2016、17年ベストユニット賞：DAMNATION
プロレス大賞
2017、18、19年最優秀タッグチーム賞：石川修司＆諏訪魔
KAIENTAI DOJO
インディペンデント・ワールド・ジュニアヘビー級王座
第25代王者：佐々木大輔

## エピソード
- DDTの公式Twitterで「ダムネイション」と表記されて「ダムネーション」とどちらの表記が正しいのか石川とファンの間で論争が巻き起こったが、佐々木のTwitterでのユニット名発表時に出したフリップ画像公開と『真実はいつもひとつ』発言により「ダムネーション」で定着した[18]。
- 2016年7月17日の後楽園ホール大会でお披露目した「DAMNATION」ロゴ入りTシャツは完全オリジナルであり、7月18日現在、地球上に4枚しか存在しなかった。その後、ファンからの強い要望もあり8月28日のDDT両国大会にてロゴ入りTシャツとマフラータオル販売が決定した[19]。さらに、パーカー、スウェットパンツ、ベースボールキャップ、スマホケース、タペストリー等々、DAMNATIONロゴ入りグッズが多数発売され人気を博している。さらに2020年1月26日の後楽園ホール大会よりDAMNATION専用ガチャまで登場し、ダムネ信者（ファン）のお財布が悲鳴が上がっているとの事。
- 2016年8月12日の「闘うビアガーデン2016～DAMNATION DAY～」のエンディングで、佐々木がユニットについて『俺たちは群れない、媚びない、結婚しない』と宣言している[20]。なお石川は自身のツイッターにて「媚び担当」として頑張ると表明。試合後に正当なマイクアピールを行うとリーダーである佐々木から『ベビーフェイス気取ってるんじゃねぇ！』と蹴られることが非常に多い。
- 2017年7月12日のKO-Dタッグ王座の記者会見にて石川よりポーリー好き女子を「ポ女子」、乱入した島谷常寛より巨人（石川）好き女子を「巨女子」というキーワードが流行していると発言。しかし後の石川のツイートでは「検索すると関係ないHなツイートが多い」と嘆いている。さらに遠藤のツイートでは「カリスマよりモテてはいけない」との発言もあった[21]。
- 2017年7月23日、DVD『BEST OF THE SUPER DAMNATION』急遽発売。特典映像は「石川修司（？）の寝起きドッキリ！」と「大輔佐々木のすべらない話」。また同日のDDT後楽園ホール大会にて、写真集「DDT PREMIUM PHOTO」創刊と、両国ピーターパン2017にて第1弾として佐々木と遠藤の写真集（限定300冊）発売しすぐに完売。ダムネ信者（ファン）の趣味と嗜好をよく理解した商品開発が行われている様だ。
- 2019年11月2日、写真集第2弾「DDT Premium Photo 06 DAMNATION」を発売。石川とプーマ以外のメンバーで構成。2020年1月17日現在、佐々木のTwitterでの報告でまもなく完売との事。
- 2019年12月27日、AbemaTV・DDT木曜The Night#82にてTwitter上で『わたしの遠藤さん』『#てっちゃんずらぶ』を公言する彰人が「遠藤とポーリーがイチャイチャすると嫉妬する。」と発言。